# Трієнс

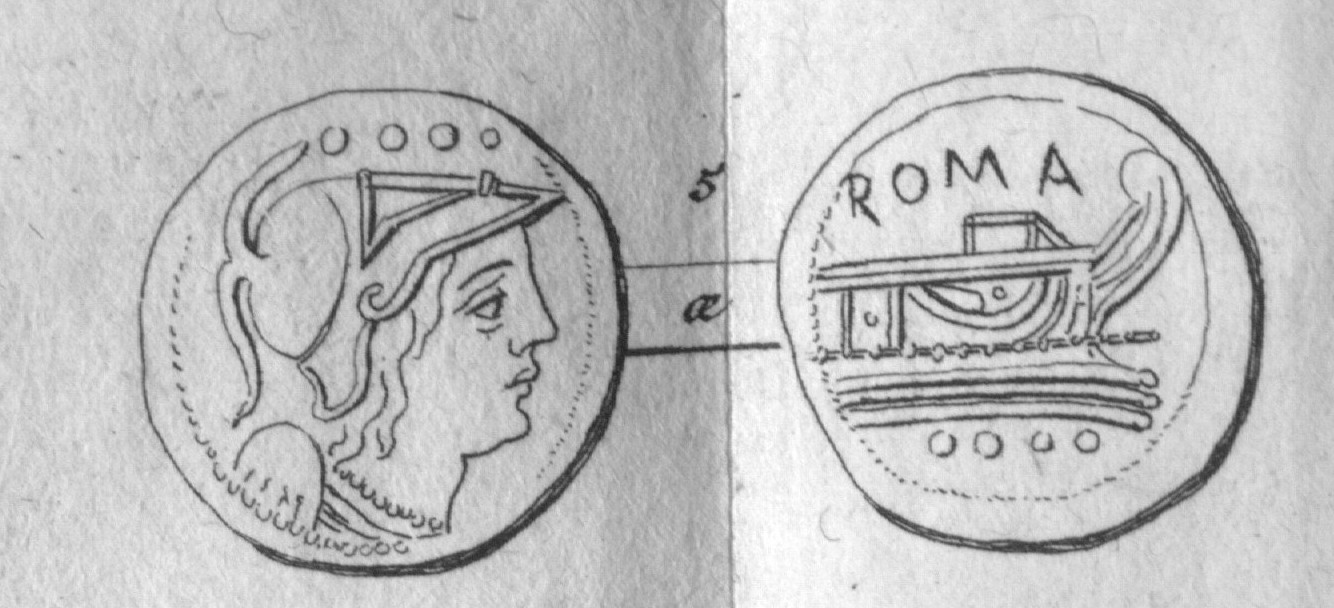
Трієнс, рисунок

Трієнс — римська бронзова монета.
ЇЇ вартість = 1/3 аса, отже чотирьом унціям.
На аверсі трієнса як правило зображалась голова Мінерви у коринфському шоломі, а на реверсі — ніс корабля і надпис «ROMA».
ЇЇ вартість також позначалася з обох сторін викарбованими пунктами.
Часто помилково вважають Трієнс також римською золотою монетою. Однак не треба її плутати з Треміссіс — третиною солідуса.